# El Emir Abdelkader
Pour les articles homonymes, voir Émir Abdelkader (homonymie).
El Emir Abdelkader est une commune de la wilaya de Aïn Témouchent en Algérie.

## Géographie
Le territoire de la commune d'El Emir Abdelkader est situé à l'ouest de la wilaya d'Aïn-Témouchent, sur la rive droite du fleuve Tafna. 
| Rachgoun           | Béni Saf                                  | Sidi Safi                         |
| Oulhaça El Gheraba | El Emir Abdelkader                        | Aïn Tolba                         |
| Sidi Ouriache      | Remchi, Sebaa Chioukh (Wilaya de Tlemcen) | Sebaa Chioukh (Wilaya de Tlemcen) |

## Histoire
La commune de l'Émir Abdelkader est un témoin historique du traité de la Tafna entre le général Bugeaud et l'Émir Abd El-Kader le 30 mai 1837, à la suite de la bataille de la Sickak (Algérie).